# Julienne (Charente)

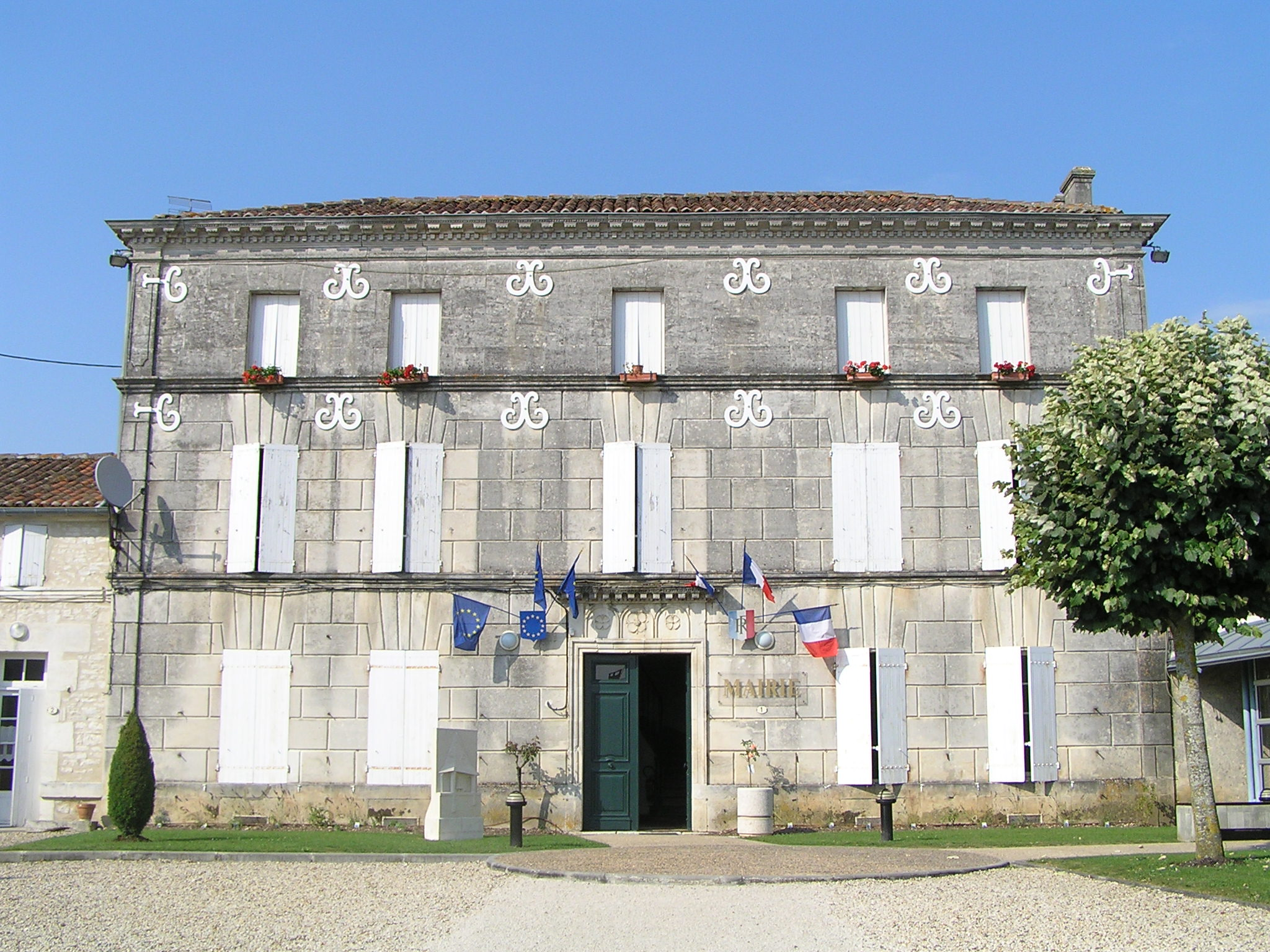

Julienne is een gemeente in het Franse departement Charente (regio Nouvelle-Aquitaine) en telt 395 inwoners (1999). De oppervlakte bedraagt 6,30 km², de bevolkingsdichtheid is 62 inwoners per km².

## Demografie
Onderstaande figuur toont het verloop van het inwonertal (bron: INSEE-tellingen).

1. ↑  Populations de référence 2022.